# Joely Fisher
Joely Fisher (Burbank, 29 oktober 1967) is een Amerikaanse actrice.
Fisher is een dochter van zanger Eddie Fisher en actrice Connie Stevens en zus van actrice Tricia Leigh Fisher. Haar ouders scheidden toen zij twee jaar oud was. Ze werd opgevoed door haar moeder. Ze heeft een halfbroer en -zus uit een eerder huwelijk van haar vader met actrice Debbie Reynolds: Todd Fisher en Carrie Fisher, ook beiden acteur. Zij was niet op de hoogte van het bestaan van haar halfbroer en -zus totdat iemand haar erop wees dat Prinses Leia uit Star Wars familie van haar was.
Fishers acteercarrière begon toen ze zeven was en ze meespeelde in haar moeders show in Las Vegas. Haar filmdebuut was een rol in Pretty Smart uit 1987, waarin haar zus Tricia de hoofdrol speelde. Na haar samenwerking met Nick Nolte in I'll Do Anything (1994) kreeg zij grotere filmrollen. Op Broadway speelde zij rollen in de musicals Grease (1994) en Cabaret (1998). Voor televisie speelde zij van 1994 tot 1998 Paige Clark in de komedie Ellen. Ook speelde ze verschillende gastrollen (als Paige Clark) in de series Coach, The Drew Carey Show en Grace Under Fire. Fisher speelde van 2006 tot 2010 Joy Stark in de komedieseroe 'Til Death.
Fisher trouwde in 1996 met filmmaker Christopher Duddy. Samen kregen ze twee dochters, in 2001 en 2006.